# Anisocentropus eungellus
Anisocentropus eungellus là một loài Trichoptera trong họ Calamoceratidae. Chúng phân bố ở miền Australasia.